# Institut Inhotim

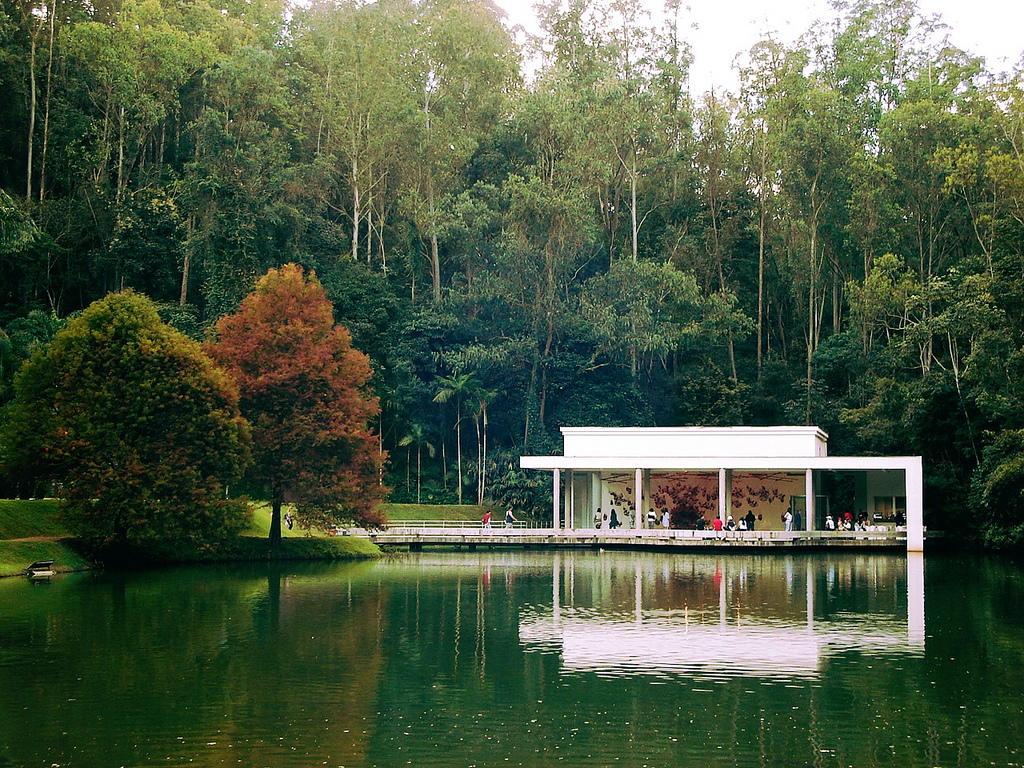
Vue du lac.

L'Institut Inhotim est une institution brésilienne privée conçu par Bernardo Paz, un homme d'affaires travaillant dans le secteur minier. Le site de 1 000 hectares (110 hectares ouverts au public) est à la fois un important centre d'art contemporain et un jardin botanique, alliant ainsi la beauté de la nature à celle de l'art, ainsi qu'un centre de recherche, plusieurs restaurants, des magasins. Il se trouve à Brumadinho (État du Minas Gerais), une ville de trente mille habitants située à soixante kilomètres de Belo Horizonte.

## Étymologie
Inhotim est le nom d'une communauté de 70 familles environ qui vivait sur le site actuel de l'Institut avant qu'ils ne cèdent leurs terrains en 2009 lors d'un agrandissement du parc. Une version souvent répétée prétend que le nom Inhotim proviendrait du portugais « Senhor Tim » (« Monsieur Tim », en français) qui, dans le parler local de l'époque, se serait dit « Nhô Tim » ou « Inhô Tim », du nom d'un ancien propriétaire au dix-neuvième siècle du terrain nommé Timothy,.

## Historique
Le projet a été lancé dans les années 1980 par le magnat du minerai de fer Bernardo Paz. L'institut a ouvert ses portes au public en 2006. En 2012, ce musée-jardin a accueilli plus de 400 000 visiteurs, et plus d'un million et demi à la fin 2013. Le site en tout comprend 1 000 hectares, mais seuls 110 hectares, où se trouvent le jardin botanique, les œuvres d'art et les galeries, sont ouverts au public. Le reste des 1 000 hectares contient une réserve naturelle de 145 hectares et de l'espace pour d'éventuels futurs agrandissements de l'institut.

## Jardin botanique
Le jardin botanique réunit, sur un terrain de 1 000 hectares (110 hectares ouverts au public) orné de lacs artificiels et peuplé de plusieurs espèces d'animaux (cygnes, oies…), une collection importante de palmiers (plus de 1 000 variétés), ainsi que des milliers d'orchidées, de broméliacées, de cactus et de nénuphars géants (plus de 4 300 plantes recensées, dont un certain nombre de plantes tropicales),. Même si aucun n'a été signé par lui, de nombreux projets paysagers de l'Institut ont été inspirés par le célèbre paysagiste brésilien Roberto Burle Marx, disparu en 1994.

## Centre d'art contemporain
L'institut Inhotim est le plus grand musée à ciel ouvert au monde, ainsi que la plus grande collection d'art contemporain de ce type,. Les différents musées du centre sont répartis sur 110 hectares, nécessitant plusieurs jours pour une visite complète du site.

## Galerie

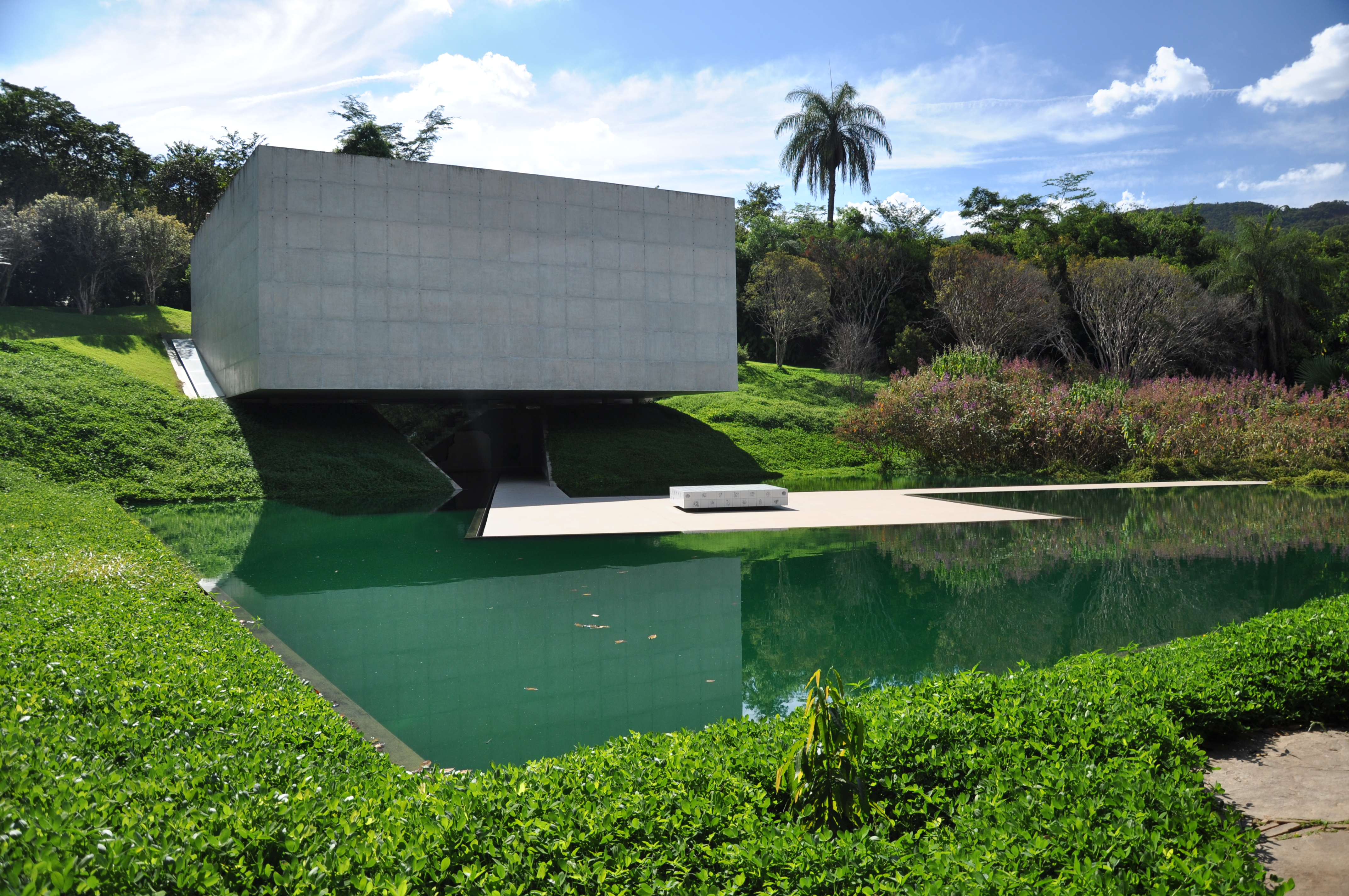
Adriana Varejão.
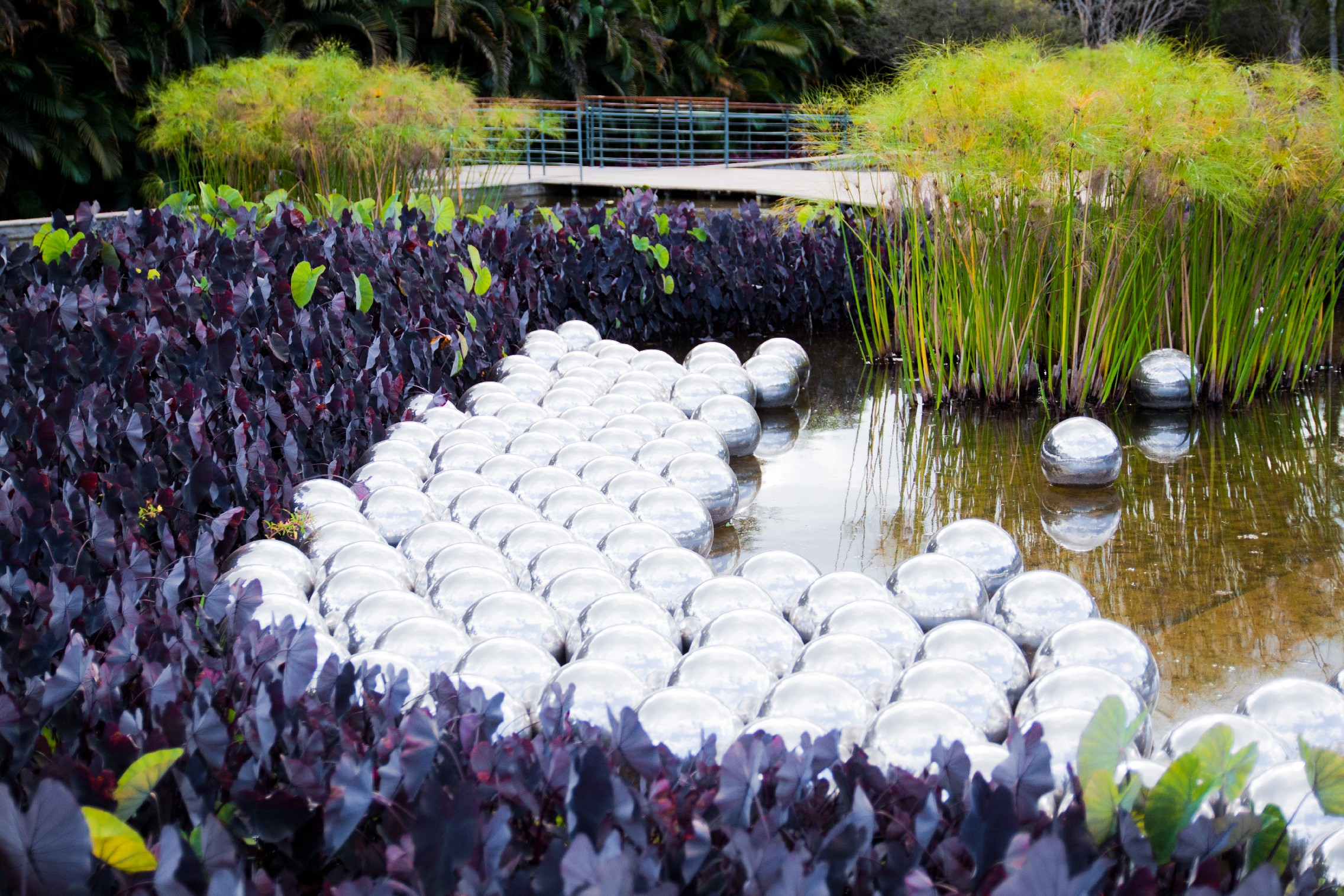
Yayoi Kusama.
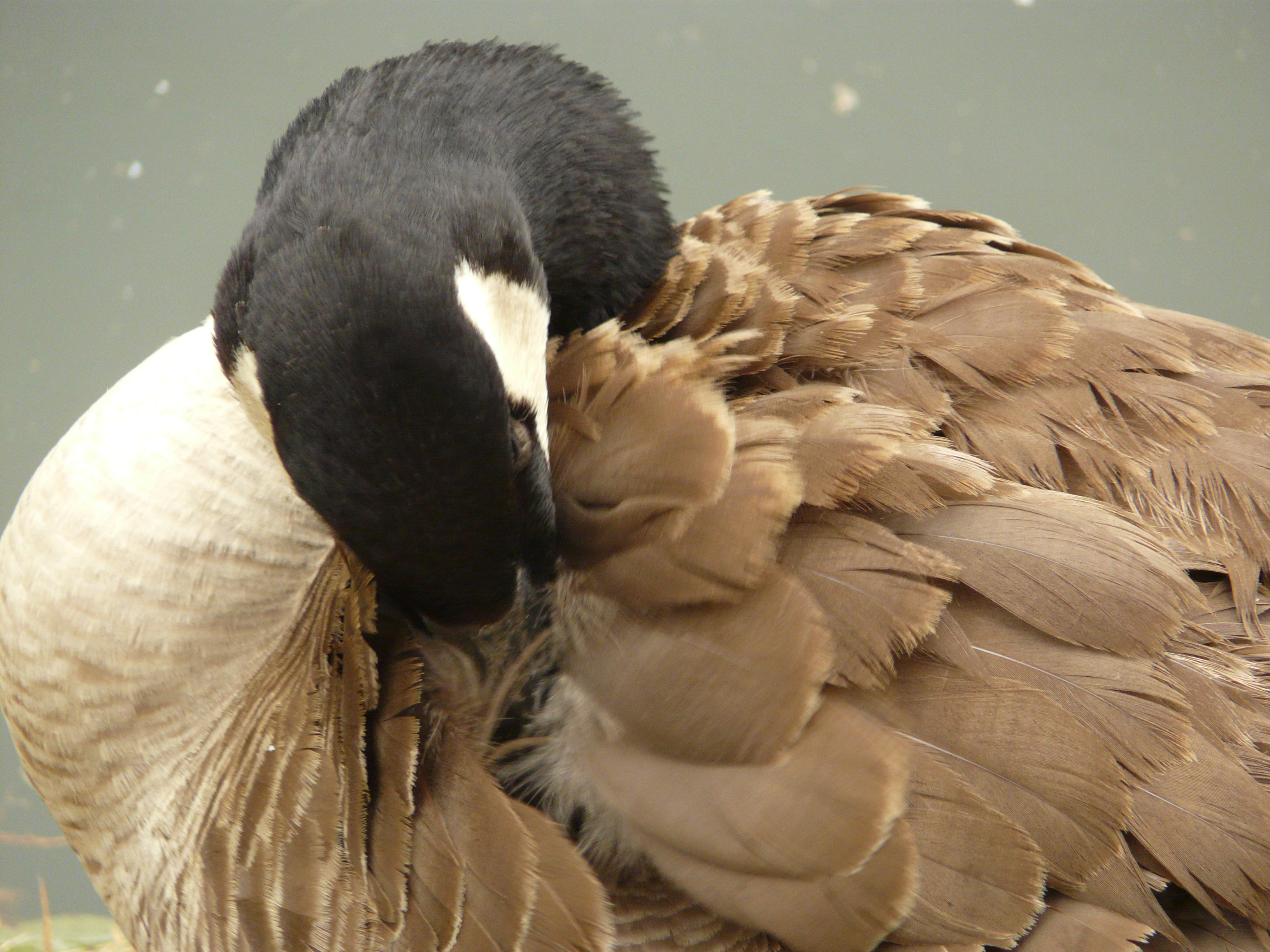
Oiseau dans le parc.
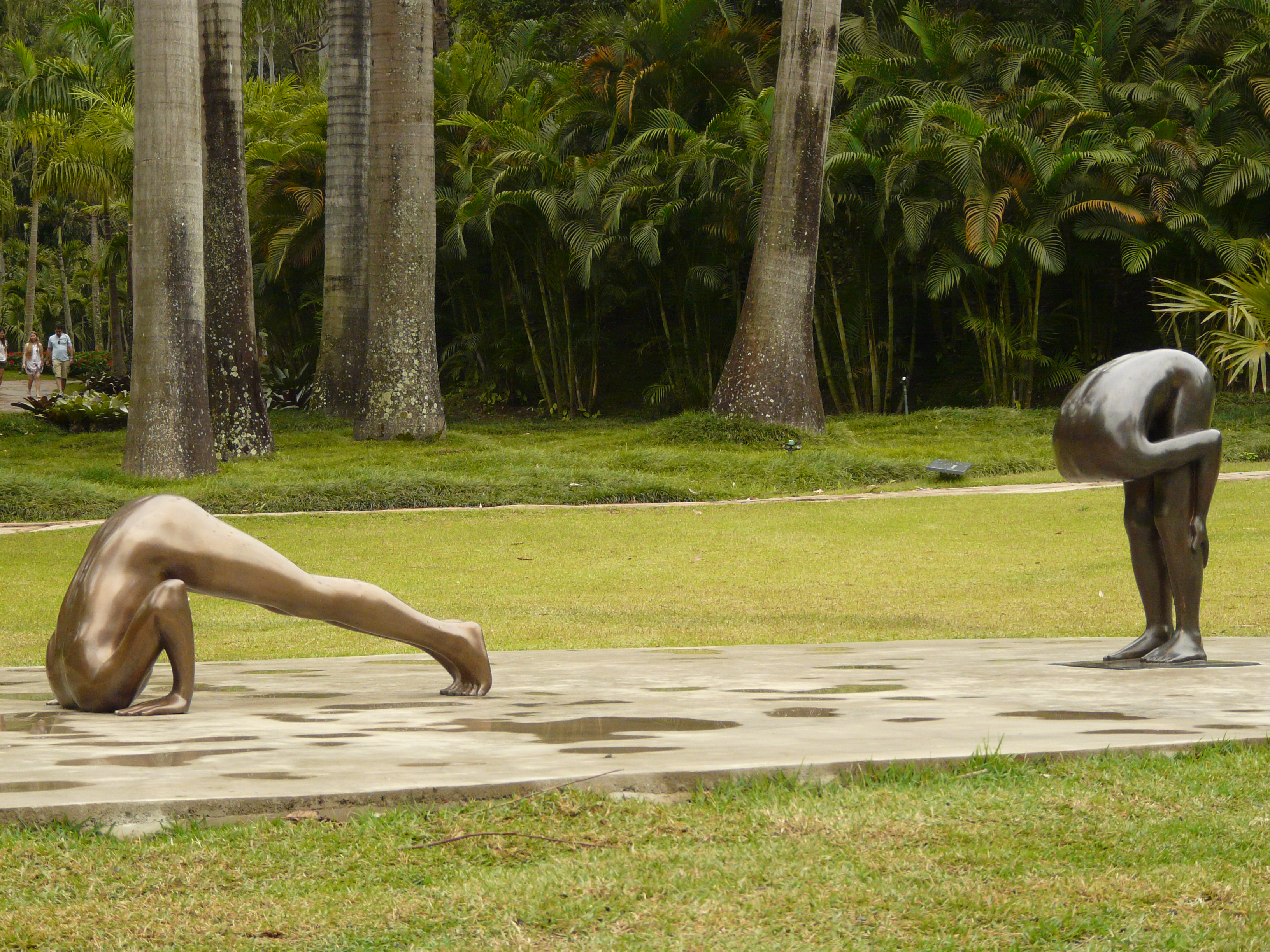
Edgard de Souza.
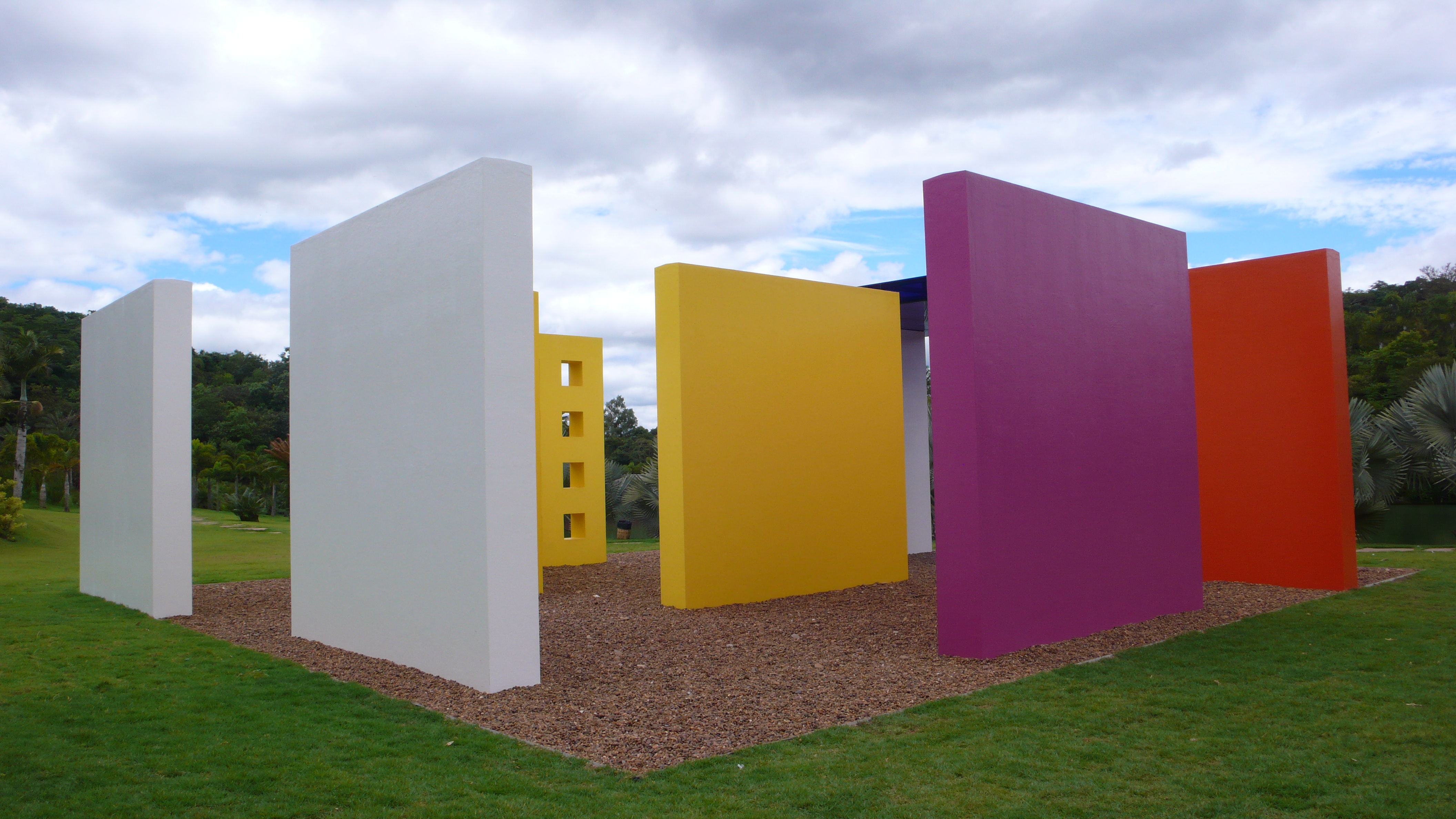
Hélio Oiticica.
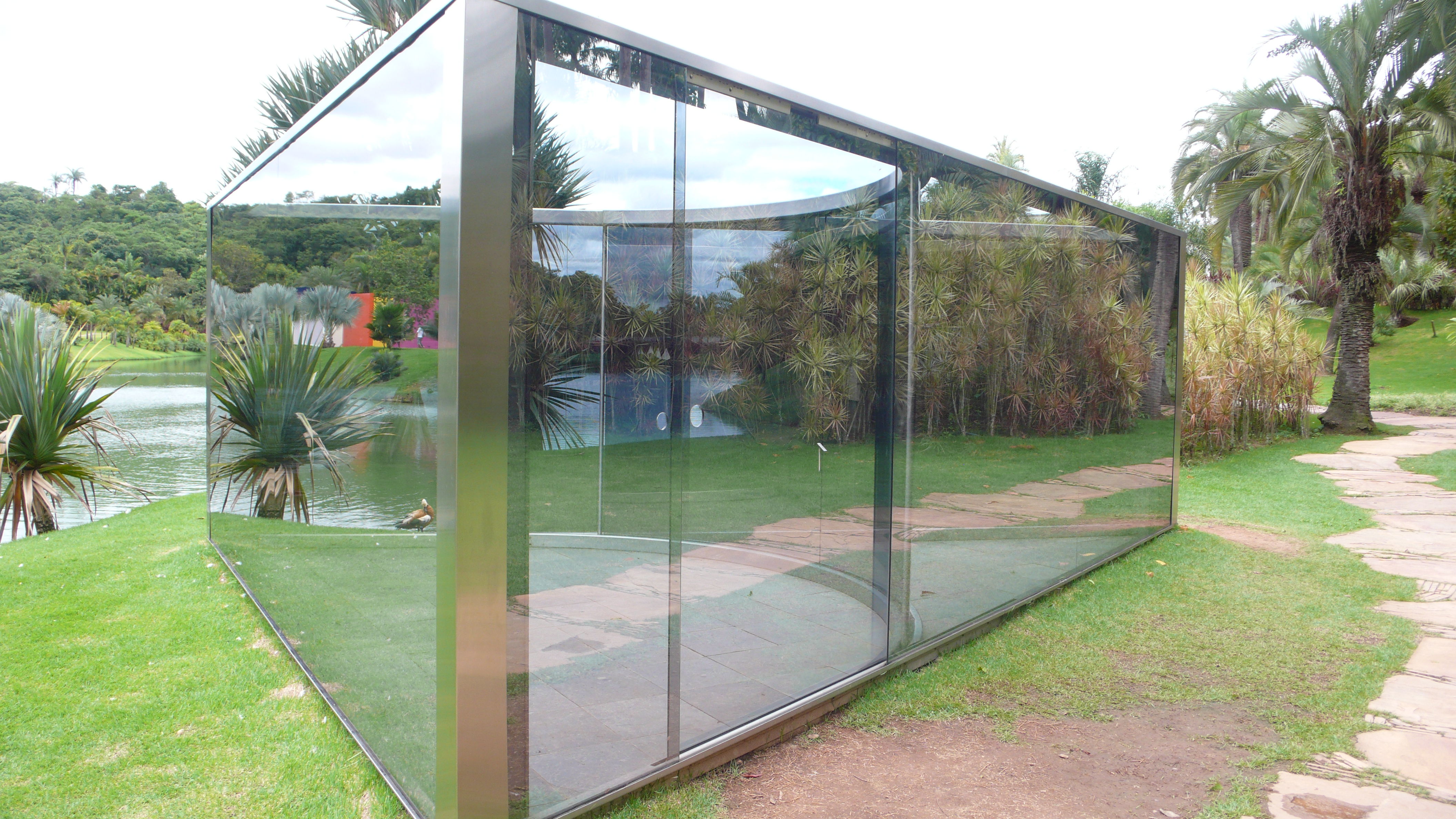
Dan Graham.
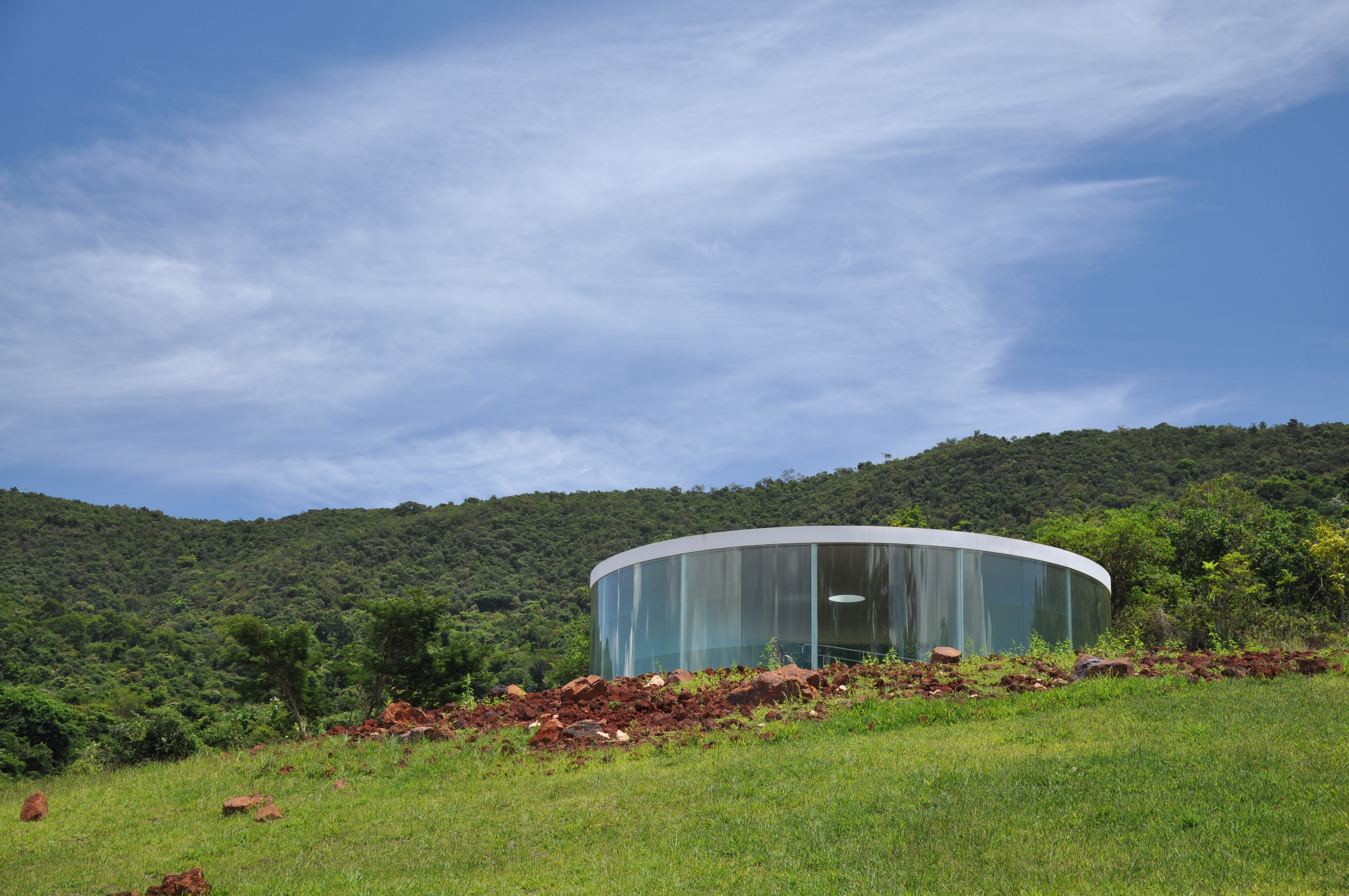
Doug Aitken.
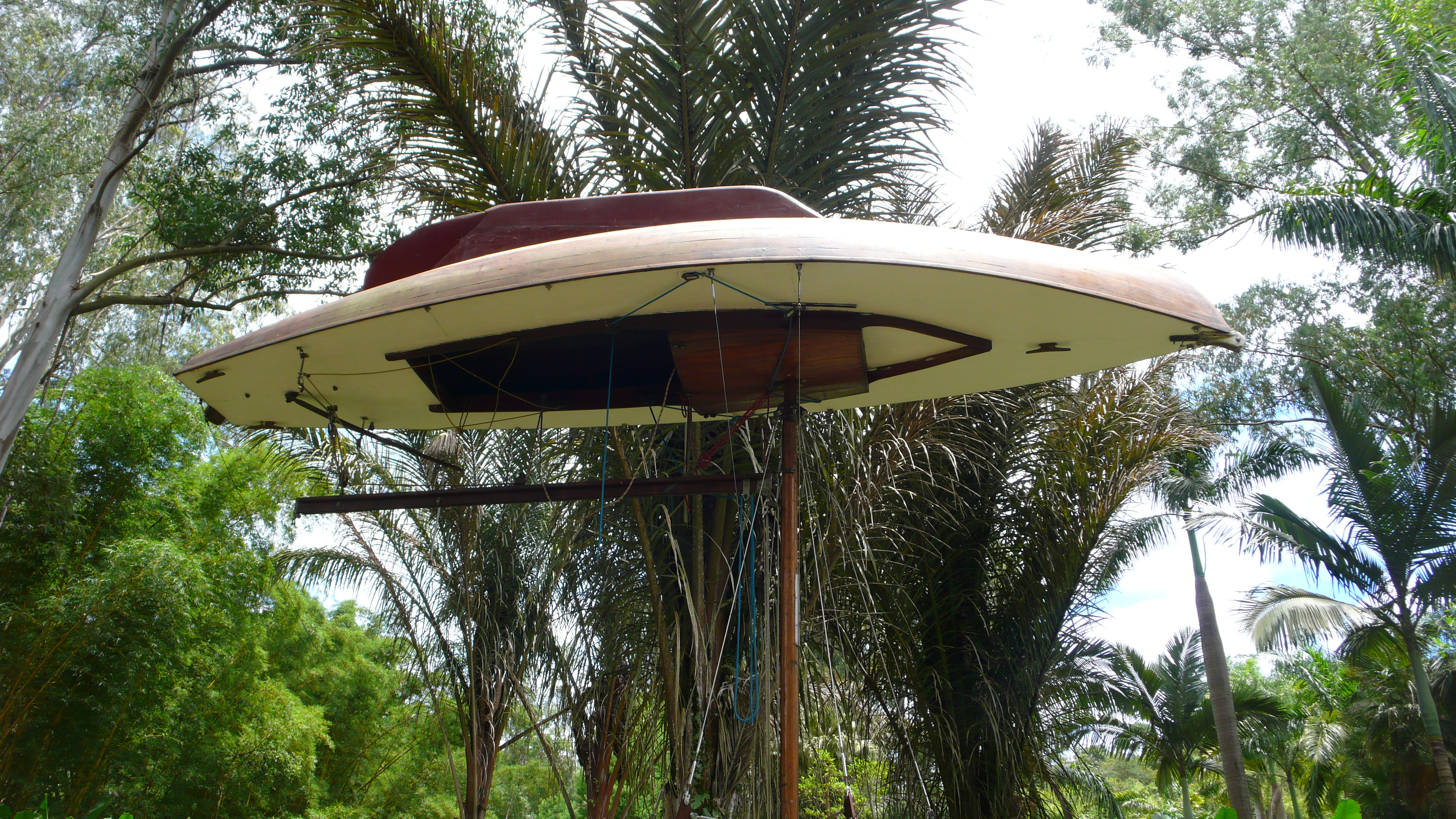
Simon Starling.
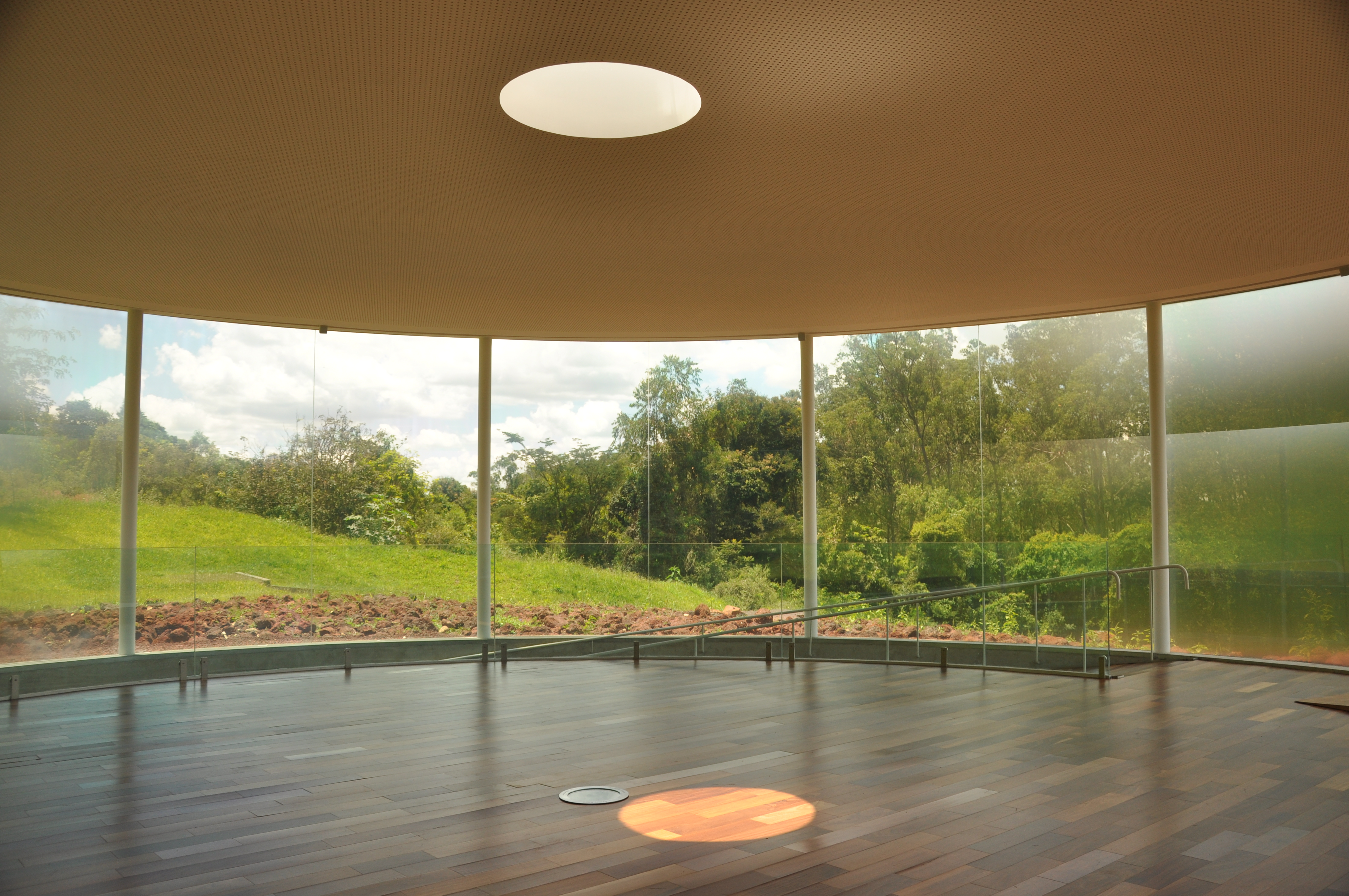
Pavillon Sonic.
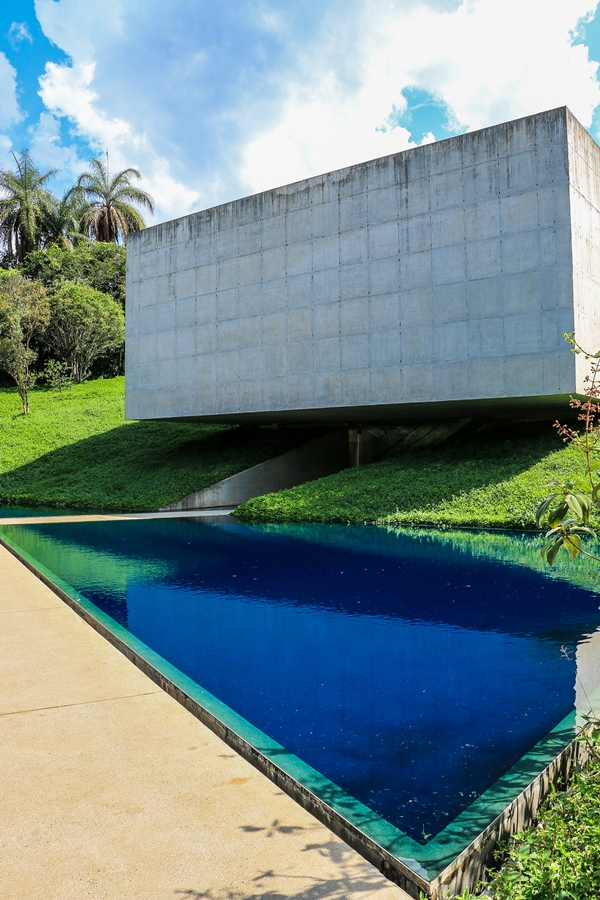
Institut Inhotim.